# پوتسدام (فیلم)
پوتسدام (آلمانی: Potsdam, das Schicksal einer Residenz) یک فیلم در ژانر درام به کارگردانی هانس برنت است که در سال ۱۹۲۷ منتشر شد.